# Desmiphora compacta
Desmiphora compacta är en skalbaggsart som beskrevs av Stefan von Breuning 1942. Desmiphora compacta ingår i släktet Desmiphora och familjen långhorningar.
Artens utbredningsområde är Paraguay. Inga underarter finns listade i Catalogue of Life.